# Mare'
Mare'( tiếng Ả Rập: مارع Māriʿ, phát âm theo tiếng địa phương là Mēreʿ), cũng đánh vần Marea, là một thị trấn ở phía bắc tỉnh Aleppo, tây bắc Syria. Đây là thị trấn lớn nhất và trung tâm hành chính của Mare 'nahiyah ở quận Azaz. Nằm cách thành phố Aleppo khoảng 25 km về phía bắc, thị trấn có dân số 16.904 theo điều tra dân số năm 2004.  Các địa phương gần đó bao gồm Shaykh Issa và Tell Rifaat ở phía tây, A'zaz ở phía tây bắc, Dabiq ở phía đông bắc, al-Bab ở phía đông nam, và Maarat Umm Hawsh và Herbel ở phía nam. 

Mare là trung tâm hành chính của Nahiya Mare' của quận Azaz.

## Nội chiến Syria
Mare 'đã bị ảnh hưởng bởi cuộc nổi dậy của Syria đang diễn ra chống lại chính phủ Bashar al-Assad. Lữ đoàn Ibn Walid của Quân đội Syria Tự do đối lập được thành lập tại thị trấn vào tháng 8 năm 2012. Phòng hoạt động của Mare cũng có trụ sở xung quanh thị trấn.
Kể từ tháng 1 năm 2015, Mare 'bị Mặt trận Hồi giáo kiểm soát.
Kể từ tháng 5 năm 2016, Mare 'đang bị Nhà nước Hồi giáo Iraq và Levant tấn công. Vào tháng 2 năm 2016, các cuộc không kích của Nga đã xảy ra trước một cuộc tấn công của các dân quân YPG người Kurd và buộc phần lớn dân số áp đảo phải trốn thoát. Vào tháng 8 năm 2016, Mare 'đã được kiểm soát bởi FSA.